# Cristian Măcelaru
Cristian Măcelaru, né le 15 mars 1980 à Timișoara (Roumanie), est un chef d'orchestre roumain. Il est le directeur musical de l’Orchestre national de France (OnF) à partir de septembre 2020.

## Biographie
Benjamin d'une famille de 10 enfants, il étudie d'abord le violon, puis entreprend des études musicales aux États-Unis à l'Interlochen Arts Academy, dans le Michigan. En 2003, il obtient un Bachelor of Music (en) (BM) de l'université de Miami. Il est premier violon du Miami Symphony Orchestra (MISO), le plus jeune violon solo de l'histoire de cette formation.
Măcelaru poursuit ses études de musique à l'université Rice, où il se tourne vers la direction d'orchestre, encouragé par Larry Rachleff. Durant ses études à l'université Rice, il dirige l'Orchestre des jeunes de Houston, et est violoniste à l'Orchestre symphonique de Houston pendant deux saisons. Il suit des master classes de direction d'orchestre avec des maîtres tels que David Zinman, Rafael Frühbeck de Burgos, Oliver Knussen et Stefan Asbury, au Festival de musique de Tanglewood et au Festival de musique d'Aspen. Il est récompensé par la Fondation Solti de l'Emerging Conductor Award en 2012 et le Solti Conducting Award en 2014.
En 2011, Măcelaru intègre l'Orchestre de Philadelphie d'abord comme chef assistant, puis comme chef associé (de 2012 à 2014) et enfin comme invité régulier de cet orchestre (de 2014 à 2017). Măcelaru est directeur musical du Festival de musique contemporaine de Cabrillo depuis 2017.
En février 2017, Măcelaru dirige pour la première fois l'Orchestre symphonique de la WDR de Cologne, avec lequel il donnera encore trois autres concerts. En mai 2018, cet orchestre annonce sa nomination comme prochain chef principal à partir de la saison 2019-2020, avec un contrat initial de 3 ans. Cette nomination marque son premier poste à temps plein.
Măcelaru et son épouse Cheryl, bassoniste, ont deux enfants et ont vécu à Philadelphie de 2011 à 2019,. Depuis l'été 2022, la famille vit à Paris.
Cristian Măcelaru est nommé directeur musical de l'Orchestre national de France à compter du 1er septembre 2020. En septembre 2022, l'orchestre annonce que son contrat est prolongé jusqu'en 2027.
Le 14 juillet 2022, il dirige l'Orchestre national de France pour Le Concert de Paris de la fête nationale à Paris, qu'il dirige à nouveau le 14 juillet 2025.
En avril 2024, il est nommé à la tête de l'Orchestre symphonique de Cincinnati, comme directeur musical désigné à compter de septembre 2024, puis directeur musical en 2025 pour un mandat de cinq ans,.

## Discographie
Camille Saint-Saëns, Complete symphonies, Orchestre National de France. 3 CD Warner Classics 2021. 5 Diapasons